# Aleksi Sihvonen
Aleksi Sihvonen (Helsinki, 2 aprile 1984) è un cantante finlandese. Attualmente milita nei Medicated

## Biografia
Inizia la sua carriera fondando la band Imperanon nel 1999 nel doppio ruolo di chitarrista e cantante.
Nel 2005 fonda una seconda band, i Medicated, della quale è l'attuale cantante.
Nel 2007 gli Imperaron si sciolgono, e nel 2009 entra a far parte dei Norther, nei quali militerà fino allo scioglimento della band.

## Discografia

### Con i Norther

#### Full-length
- Circle Regenerated - 2011

### Con gli Imperanon

#### Full-length
- Stained - 2004

#### Demo
- Until the End - 2002
- Imperanon - 2003
- Demo 2006 - 2006

### Con i Medicated

#### EP
- Magnum for Amen - 2008
- Ways to Make You Fall - 2010